# Sam Hinds
Samuel Archibald Anthony Hinds, detto Sam (Mahaicony, 27 dicembre 1943), è un politico e diplomatico guyanese.

## Biografia
È nato nel 1943 a Mahaicony, nella regione del Demerara; ha ottenuto una borsa di studio per l'università del Nuovo Brunswick, frequentata tra il 1963 e il 1967, dove ha conseguito una laurea in chimica.
Tornato nella Guyana, che aveva appena acquisito l'indipendenza nel 1966, è entrato in politica nelle file del Partito Progressista del Popolo (PPP) di Cheddi Jagan, divenendone collaboratore di fiducia. Dopo la vittoria del PPP alle elezioni del 1992 è stato nominato primo ministro della Guyana da Cheddi Jagan, mantenendo la carica fino alla morte di quest'ultimo nel marzo 1997 e subentrandogli quindi come presidente della Guyana.
Hinds è rimasto presidente fino al dicembre dello stesso anno, quando gli è subentrata Janet Jagan, moglie di Cheddi Jagan e allora primo ministro del paese, la quale l'ha subito nominato come proprio sostituto. Il suo secondo mandato ministeriale è terminato un anno e mezzo più tardi, alle dimissioni di Janet Jagan, ma il successore Bharrat Jagdeo lo ha nuovamente nominato primo ministro dopo soli due giorni.
È rimasto in carica fino al maggio 2015, divenendo il primo ministro guyanese dal mandato più lungo; il suo successore come primo ministro è stato Moses Nagamootoo. Dal 2021 è l'ambasciatore guyanese a Washington.